# افتتاح الدورات العادية للمؤتمر الوطني الأرجنتيني 2019
افتتاح الدورات العادية للمؤتمر الوطني الأرجنتيني حدث الافتتاح في 1 مارس 2018م. وبدأ بخطاب ألقاه الرئيس ماوريسيو ماكري في المؤتمر الوطني للأرجنتيني.

## محتويات المؤتمر

### اقتصاد
اعترف ماوريسيو ماكري أن الاقتصاد لم يكن على ما يرام، وعزا ذلك إلى هروب رؤوس الأموال لعام 2018، والجفاف الذي قلل من صادرات فول الصويا، وفضيحة دفتر الملاحظات. وأشار أيضا إلى أن التضخم قد انخفض وأن 700.000 وظيفة جديدة تم إدخالها للسوق الأرجنتيني.

## الجريمة
وضع موريسيو ماكري مشروع قانون لتعديل قانون العقوبات الأرجنتيني، معتبرا أن القانون الحالي سيكون قديمًا وذو استخدام محدود. واقترح أيضًا تخفيض سن المسؤولية الجنائية من 16 إلى 15 عامًا. كما أشاد بعمل حكومته ضد الجريمة والاتجار غير المشروع بالمخدرات.

## الاستجابات
وضع المشرعون المعارضون لافتات احتجاجاً على مقاعدهم. استخدم المشرعون من كيرشنر لافتات تقترح علامة التجزئة "Hay otro camino" (الإسبانية: «هناك طريقة أخرى»)، في إشارة إلى الانتخابات العامة الأرجنتينية عام 2019. استخدمت الأحزاب اليسارية لافتاتها للاحتجاج على قرض صندوق النقد الدولي، وأطلقوا التصريحات والاتهامات على بعض الشركات، ودور الولايات المتحدة في أزمة الرئاسة الفنزويلية لعام 2019.